# Maghreb 24 TV
Maghreb 24 TV (arabe : المغرب 24 تي في) est une chaîne de télévision tunisienne lancée par le groupe M24.
La chaîne, consacrée à la musique et au divertissement, doit être diffusée sur Nilesat.